# 中村進一郎

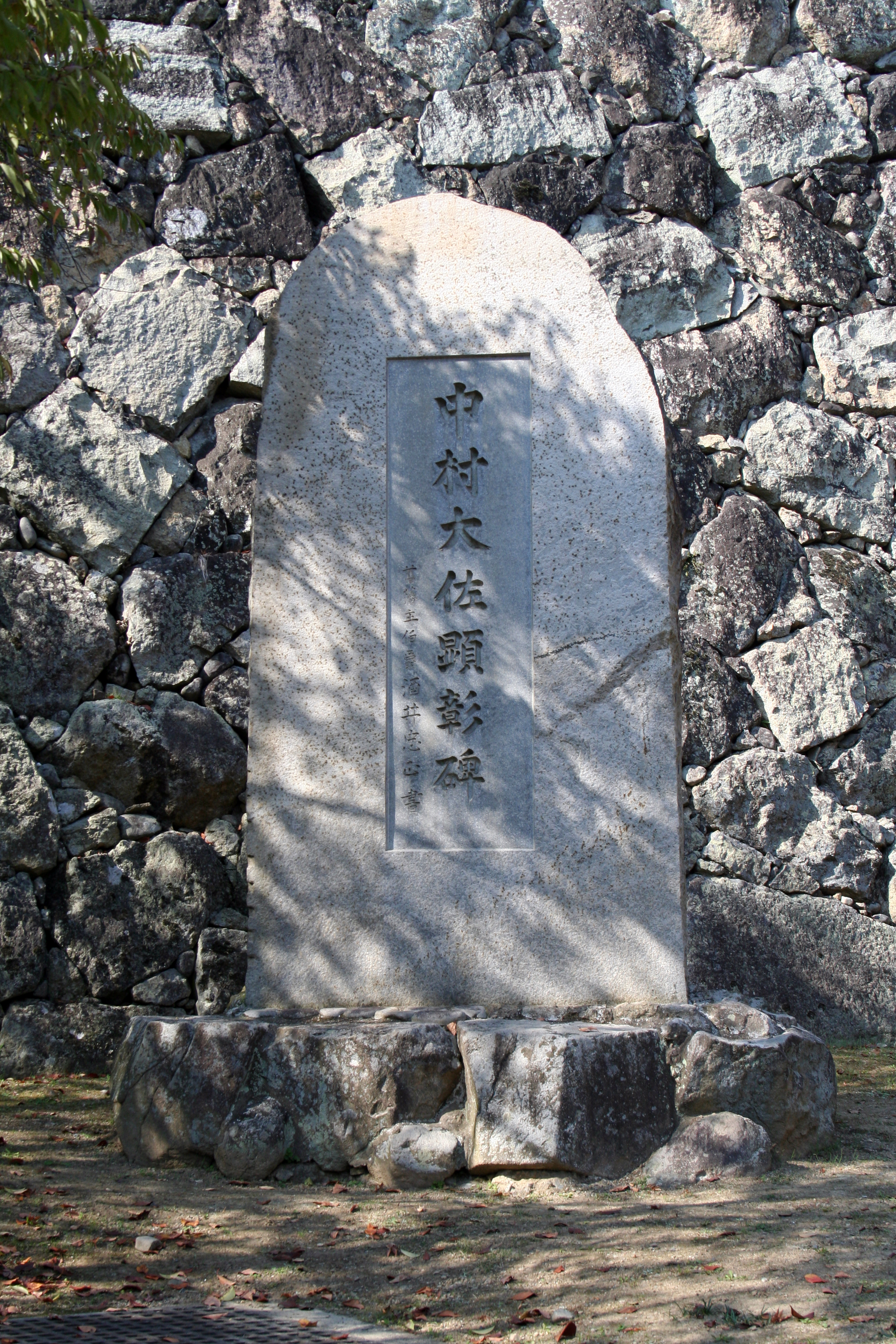
姫路城内曲輪内にある「中村大佐顕彰碑」

中村 進一郎（なかむら しんいちろう、1840年12月25日〈天保11年12月2日〉 - 1884年2月22日）は、日本の陸軍軍人。最終階級は陸軍大佐。本名、重遠。

## 来歴
1840年（天保11年）、宿毛村（現在の高知県宿毛市）に小野弥源次の子として生まれた。のち中村儀平の養子となる。山内氏固の家臣で1862年（文久2年）、宿毛文館の句読役になった。戊辰戦争では、1868年（明治元年）、東征軍に従ったが途中帰国し、宿毛出兵を説き機勢隊を編成しその責任者となる。北陸に進み功をあげる。
1871年（明治4年）、兵部省七等出仕。のち陸軍少佐任官。1873年（明治6年）6月、陸軍省第4局第1課長に就任し、同年12月、熊本鎮台参謀長心得に転じ佐賀の乱に出征。1874年（明治7年）8月、第4経営部司令官となる。1877年（明治10年）1月、広島鎮台参謀長兼衛戍司令官に着任するが、同年3月、西南戦争により別働第2旅団参謀長として出征し軍功をあげ勲四等。
1877年12月、第4局次長に就任し、1878年（明治11年）11月、工兵大佐に昇進し第4局副長となる。同年12月、工兵第1方面提理に転じ、1884年（明治17年）2月、東京で病死。

## 逸話
明治維新が一段落付いた明治10年（1877年）頃には、日本の城郭を保存しようという動きが見られるようになった。のちの世界遺産姫路城はこの頃、屋根は傾いて草が生え、壁や石垣は崩れたまま放置されているような状態だった。
陸軍において建築・修繕を担当していた中村重遠工兵大佐やドイツ公使マックス・フォン・ブラントらが修復を太政官に上申するよう願い出て、明治11年（1878年）12月、陸軍卿山縣有朋により、名古屋城と姫路城両城の保存が決定された。姫路城の菱の門内側には中村大佐の顕彰碑が残る。だが、肝心の予算はなかなか下りず、陸軍の予算からどうにか捻出された保存費は要求額の半分にも満たないものであった。明治12年（1879年）には大天守の地階の補強支柱工事が行われた。これによってどうにか応急的な修理を施したもののなおも腐朽は進む一方であった。
市民による「白鷺城保存期成同盟」の結成や城下各地の有志達の衆議院への陳情によってようやく明治43年（1910年）、国費9万3千円が支給されて「明治の大修理」が行われた。

## 参考資料
- 『高知県人名事典』高知市民図書館、1970年。
- 外山操編『陸海軍将官人事総覧 陸軍篇』芙蓉書房出版、1981年。